# Neurotípico
Neurotípico (abreviatura de «neurológicamente típico», NT) es un neologismo muy utilizado en el movimiento de la neurodiversidad como etiqueta para cualquier persona cuyo neurotipo se ajuste a la norma de patrones de pensamiento. Así, el término incluye a cualquiera que no sea autista y no tenga TDAH, dislexia, dispraxia o cualquier otra diferencia que se consideraría neurodivergente.  El término neurotípico (NT) ha sido adoptado tanto por el movimiento de la neurodiversidad como por algunos miembros de la comunidad científica.
El escritor especializado en neurociencia Mo Costandi considera que términos como «neurotípico» no son útiles en neurociencia, mientras que otros, como Uta Frith y Francesca Happé, utilizan el término libremente. Ginny Russell menciona que no existe una distribución bimodal clara que separe a las personas autistas de las no autistas, porque muchas personas no autistas tienen algunos rasgos autistas. Nick Walker ha dicho que otra crítica, la de que «neurotípico» era una construcción dudosa, porque no hay nadie que pueda considerarse verdaderamente neurotípico, refleja un malentendido del término, porque está pensado para describir a aquellos que pueden adaptarse a las normas de la sociedad sin mucho esfuerzo, no para implicar que los cerebros de todas las personas neurotípicas sean iguales.
Las primeras definiciones describían a los neurotípicos (NT) como individuos que no son autistas.  Los primeros usos de la expresión eran a menudo satíricos, como en el caso del ficticio «Instituto para el Estudio de los Neurológicamente Típicos»,  pero también ha sido adoptada por el movimiento de la neurodiversidad y ahora se utiliza de forma seria.
Frente a algunas de las deficiencias de términos como «neurotípico» (como su suposición subyacente de que las experiencias neurodivergentes son una anomalía, es decir, no típicas), un grupo cada vez mayor de defensores del movimiento neurodivergente prefiere otros términos como «neuroconforme» («neuroconforming» en inglés). También se utiliza el término «alístico» («allistic» en inglés), que significa «no autista».
En el marco de la neurodiversidad, estas diferencias suelen denominarse «neurodivergencias», en un esfuerzo por alejarse del modelo médico de discapacidad (a veces denominado en la comunidad de la neurodiversidad «paradigma de la patología»).  Este término proporcionó a los activistas una forma de defender mayores derechos y accesibilidad para las personas no autistas que no tienen un funcionamiento neurocognitivo considerado típico.